# Listă de plecoptere din România
Listă de plecoptere din România cuprinde aproximativ 130 de specii (Conform resursei web: Plecoptera Species File)

## Familia Nemouridae
- Amphinemura borealis (Morton, 1894)
- Amphinemura standfussi (Ris, 1902)
- Amphinemura sulcicollis (Stephens, 1836)
- Amphinemura triangularis (Ris, 1902)
- Nemoura avicularis Morton, 1894
- Nemoura cambrica Stephens, 1836
- Nemoura carpathica Illies, 1963
- Nemoura cinerea (Retzius, 1783)
- Nemoura dubitans Morton, 1894
- Nemoura erratica Claassen, 1936
- Nemoura flexuosa Aubert, 1949
- Nemoura fusca Kis, 1963
- Nemoura hamata Kis, 1965(endemic)
- Nemoura kownackorum Sowa, 1970(endemic)
- Nemoura longicauda Kis, 1964
- Nemoura marginata Pictet, 1836
- Nemoura minima Aubert, 1946
- Nemoura mortoni Ris, 1902
- Nemoura obtusa Ris, 1902
- Nemoura ovoidalis Kis, 1965(endemic)
- Nemoura sciurus Aubert, 1949
- Nemoura subtilis Klapálek, 1896
- Nemoura transsylvanica Kis, 1963
- Nemoura uncinata Despax, 1934
- Nemurella pictetii (Klapálek, 1900)
- Protonemura aestiva Kis, 1965
- Protonemura auberti Illies, 1954
- Protonemura autumnalis Raušer, 1956
- Protonemura brevistyla (Ris, 1902)
- Protonemura hrabei Raušer, 1956
- Protonemura illiesi Kis, 1963
- Protonemura intricata (Ris, 1902)
- Protonemura lateralis (Pictet, 1836)
- Protonemura meyeri (Pictet, 1841)
- Protonemura montana Kimmins, 1941
- Protonemura nimborella (Mosely, 1930)
- Protonemura nimborum (Ris, 1902)
- Protonemura nitida (Pictet, 1836)
- Protonemura praecox (Morton, 1894)
- Protonemura pseudonimborum Kis, 1965v

## Familia Capniidae
- Capnia atra Morton, 1896
- Capnia nigra (Pictet, 1833)
- Capnia vidua Klapálek, 1904
- Capnopsis schilleri (Rostock, 1892)
- Zwicknia bifrons (Newman, 1838)
- Zwicknia kovacsi Murányi & Gamboa, 2014(endemic)

## Familia Leuctridae
- Leuctra albida Kempny, 1899
- Leuctra alpina Kühtreiber, 1934
- Leuctra armata Kempny, 1899
- Leuctra aurita Navás, 1919
- Leuctra autumnalis Aubert, 1948
- Leuctra braueri Kempny, 1898
- Leuctra carpathica Kis, 1966
- Leuctra cingulata Kempny, 1899
- Leuctra dalmoni Vinçon & Murányi, 2007
- Leuctra digitata Kempny, 1899
- Leuctra fusca (Linnaeus, 1758)
- Leuctra handlirschi Kempny, 1898
- Leuctra hippopus Kempny, 1899
- Leuctra hirsuta Bogoescu & Tabacaru, 1960
- Leuctra inermis Kempny, 1899
- Leuctra major Brinck, 1949
- Leuctra mortoni mortoni Kempny, 1899
- Leuctra mortoni Kempny, 1899
- Leuctra moselyi Morton, 1929
- Leuctra nigra (Olivier, 1811)
- Leuctra prima Kempny, 1899
- Leuctra pseudosignifera Aubert, 1954
- Leuctra quadrimaculata Kis, 1963
- Leuctra rauscheri Aubert, 1957
- Leuctra rosinae Kempny, 1900
- Leuctra teriolensis Kempny, 1900
- Leuctra transsylvanica Kis, 1964(endemic)

## Familia Taeniopterygidae
- Brachyptera braueri Klapálek, 1900
- Brachyptera monilicornis (Pictet, 1841)
- Brachyptera risi (Morton, 1896)
- Brachyptera seticornis (Klapálek, 1902)
- Brachyptera starmachi Sowa, 1966
- Brachyptera trifasciata (Pictet, 1832)
- Brachyptera tristis (Klapálek, 1901)
- Rhabdiopteryx alpina Kühtreiber, 1934
- Rhabdiopteryx harperi Vinçon & Murányi, 2009
- Rhabdiopteryx navicula Theischinger, 1974
- Rhabdiopteryx neglecta (Albarda, 1889)
- Taeniopteryx auberti  Kis & Sowa, 1964
- Taeniopteryx hubaulti Aubert, 1946
- Taeniopteryx kuehtreiberi Aubert, 1950
- Taeniopteryx nebulosa (Linnaeus, 1758)
- Taeniopteryx nebulosa nebulosa (Linnaeus, 1758)
- Taeniopteryx schoenemundi (Mertens, 1923)

## Familia Chloroperlidae
- Chloroperla kisi Zwick, 1967
- Chloroperla kosarovi Braasch, 1969
- Chloroperla russevi Braasch, 1969
- Chloroperla tripunctata (Scopoli, 1763)
- Isoptena serricornis (Pictet, 1841)
- Siphonoperla burmeisteri (Pictet, 1841)
- Siphonoperla neglecta (Rostock, 1881)
- Siphonoperla taurica (Pictet, 1841)
- Siphonoperla transsylvanica (Kis, 1963)
- Xanthoperla apicalis (Newman, 1836)

## Familia Perlidae
- Dinocras cephalotes (Curtis, 1827)
- Dinocras megacephala (Klapálek, 1907)
- Marthamea vitripennis (Burmeister, 1839)
- Perla bipunctata Pictet, 1833
- Perla burmeisteriana Claassen, 1936
- Perla grandis Rambur, 1842
- Perla marginata (Panzer, 1799)
- Perla pallida Guérin-Méneville, 1838

## Familia Perlodidae
- Arcynopteryx dichroa (McLachlan, 1872)
- Besdolus ventralis (Pictet, 1841)
- Diura bicaudata (Linnaeus, 1758)
- Isogenus nubecula Newman, 1833
- Isoperla belai Illies, 1963
- Isoperla buresi Raušer, 1962
- Isoperla carpathica Kis, 1971(endemic)
- Isoperla difformis (Klapálek, 1909)
- Isoperla flava Kis, 1963(endemic)
- Isoperla goertzi Illies, 1952
- Isoperla grammatica (Poda, 1761)
- Isoperla minima Illies, 1963(endemic)
- Isoperla obscura (Zetterstedt, 1840)
- Isoperla oxylepis (Despax, 1936)
- Isoperla oxylepis oxylepis (Despax, 1936)
- Isoperla pawlowskii Wojtas, 1961
- Isoperla pusilla (Klapálek, 1923)
- Isoperla rivulorum (Pictet, 1841)
- Isoperla sudetica (Kolenati, 1859)
- Isoperla tripartita Illies, 1954
- Perlodes dispar (Rambur, 1842)
- Perlodes intricatus (Pictet, 1841)
- Perlodes microcephalus (Pictet, 1833)